# 后霍恩巴赫
后霍恩巴赫（德語：Hinterhornbach）是奥地利蒂罗尔州罗伊特县的一个市镇，与前霍恩巴赫相邻。总面积50.56平方公里，总人口91人，人口密度1.8人/平方公里（2005年）。